# Liste der mosambikanischen Vorschläge für die Oscar-Nominierung in der Kategorie bester internationaler Film
Die Liste der mosambikanischen Vorschläge für die Oscar-Nominierung in der Kategorie bester internationaler Film (bis 2019 bester fremdsprachiger Film) führt alle bei der Academy of Motion Picture Arts and Sciences (AMPAS) für die Kategorie des besten internationalen Film eingereichten Werke des Mosambikanischen Films.
Seit 1948 wird bei den Oscars alljährlich auch ein fremdsprachiger Film geehrt. Von 1948 bis 1956 geschah dies in Form eines Spezial- bzw. Ehrenoscars.

Eine eigene Kategorie mit fünf Nominierungen, wie in den übrigen regulären Kategorien, wurde im Jahr 1957 geschaffen. Der Preis wird an den Film und das vorschlagende Land vergeben und nicht an Einzelpersonen. Der Regisseur des Films nimmt den Preis üblicherweise stellvertretend für das gesamte Filmteam entgegen, ist aber kein offizieller Preisträger laut Richtlinien der Oscars. Auf der Statue selbst werden das Produktionsland, der Filmtitel und der Name des Regisseurs eingraviert.

Seit 2007 wird in einem zweistufigen Verfahren aus allen zugelassenen Einreichungen der vorschlagsberechtigten Länder eine Vorauswahl getroffen. Ein Komitee aus Mitgliedern der Academy nominiert mehrere Filme, die auf einer Short-List veröffentlicht werden. Aus diesen Vorschlägen werden die fünf Nominierungen ausgewählt. Bis 2019 erschienen 9 Film auf dieser Liste, 2020 dann einmalig 10. Aufgrund der Corona-Krise wurde diese Zahl 2021 auf 15 aufgestockt und beibehalten.
Mosambik reichte erstmals 2017 einen eigenen Vorschlag ein. Die Auswahl des mosambikanischen Vorschlags trifft ein siebenköpfiges Gremium unter Vorsitz des Direktors des Instituto Nacional de Audiovisual e Cinema, das staatliche Filminstitut Mosambiks.
Bislang wurde ein mosambikanischer Film eingereicht.

## Mosambikanische Vorschläge
| Jahr der Verleihung | Film                    | Internationaler Verleihtitel | Sprache       | Regisseur       | Produktionsland                                               | Ergebnis        |
| ------------------- | ----------------------- | ---------------------------- | ------------- | --------------- | ------------------------------------------------------------- | --------------- |
| 2018                | Comboio de Sal e Açúcar | The Train of Salt and Sugar  | Portugiesisch | Licínio Azevedo | Mosambik, Portugal, Frankreich, Brasilien, Südafrika, Spanien | Nicht nominiert |